# TECH Sterowniki
TECH Sterowniki – polskie przedsiębiorstwo zajmujące się projektowaniem, produkcją i sprzedażą mikroprocesorowych urządzeń elektroniki użytkowej. Największy w Polsce producent sterowników do zarządzania ogrzewaniem. Założycielami i prezesami spółki są Paweł Jura i Janusz Master. Główna siedziba przedsiębiorstwa znajduje się w Wieprzu, narzędziownia i call center w Bulowicach, a magazyn gotowych urządzeń – w Andrychowie.
Sterowniki do zarządzania ogrzewaniem są dystrybuowane w Polsce oraz 19 krajach Europy. W 2016 roku liczba użytkowników urządzeń firmy przekroczyła 1 milion. Każdego dnia fabrykę w Wieprzu opuszcza ponad 1000 takich urządzeń.

## Historia
Firma rozpoczęła swoją działalność w 2004 roku. Na początku tworzone były proste sterowniki do zarządzania pracą kotłów węglowych. Wraz z rozwojem firmy oferta sterowników była systematycznie uzupełniana o nowe produkty, takie jak sterowniki do energii odnawialnej czy ogrzewania podłogowego.
Pierwszy zakład był zlokalizowany w Andrychowie. Później został zakupiony zakład w Bulowicach oraz największy wybudowany – w Wieprzu, który jest dziś główną siedzibą firmy. W Bulowicach mieści się aktualnie narzędziownia i call center, a w Andrychowie magazyn gotowych produktów.
Końcem 2016 roku całkowita powierzchnia firmy liczyła 7,5 tys.m². TECH Sterowniki zatrudnia ok. 300 pracowników, w tym informatyków, konstruktorów i testerów. Do produkcji sterowników wykorzystywany jest nowoczesny park maszynowy, a do kontroli na etapie prototypów, jak i końcowej produkcji własne laboratorium energetyczno-emisyjne.
Przedsiębiorstwo współpracuje z ponad 300 hurtowniami, a także prawie 100 przedsiębiorstwami kotlarskimi. Sprzedaż w kraju odbywa się poprzez sieć dystrybucyjną, którą tworzą firmy handlowe i hurtownie instalacyjne zlokalizowane w kilkudziesięciu miejscowościach.
Prowadzi także sprzedaż zagraniczną, docierając do mieszkańców 19 państw. W 2016 roku udział sprzedaży zagranicznej w całościowym obrocie wynosił powyżej 25%.

## Produkty
Firma produkuje sterowniki do każdego typu urządzeń grzewczych, systemów kominkowych, odnawialnych źródeł energii, do chłodnictwa oraz do saun. Wśród nich są zarówno urządzenia przewodowe, jak i bezprzewodowe z komunikacją tradycyjną lub RS.
Rok wprowadzenia do produkcji poszczególnych grup produktów:
- Sterowniki do instalacji (2003)
- Sterowniki do kotłów na paliwo stałe (2004)
- Sterowniki specjalistyczne (2007)
- Sterowniki do energii odnawialnej (2009)
- Regulatory pokojowe (2010)
- Sterowniki do kominków (2013)
- Sterowniki podłogowe (2014)

- Sterowniki grzejnikowe (2017)

Systemy zaopatrzone są w rozwiązania umożliwiające sterowanie urządzeniami grzewczymi także przez internet. Autorskim rozwiązaniem stworzonym przez programistów firmy jest aplikacja eModul służąca do sterowania ogrzewaniem przez internet.
Nowoczesnym narzędziem firmy jest też dostępny na stronie bezpłatny konfigurator, który umożliwia dobór sterowników w zależności od rodzaju ogrzewania oraz potrzeb.

## Inicjatywy
Pionierską inicjatywą firmy TECH Sterowniki jest Akademia Instalatora, czyli bezpłatne wydarzenie, w którym udział biorą instalatorzy, hurtownicy oraz sprzedawcy urządzeń do zarządzania ogrzewaniem. Cykliczne spotkania organizowane są zarówno w siedzibie firmy, jak i na wyjeździe w różnych miejscowościach w kraju.
Firma dysponuje także samochodem wystawowym, w którym prezentowane są najnowsze rozwiązania w ofercie.
Firma bierze udział także w cyklicznych wydarzeniach branżowych, takich jak np. międzynarodowe targi ISH we Frankfurcie nad Menem, gdzie prezentowała sterowniki do zarządzania ogrzewaniem.
Na przełomie grudnia 2016 i stycznia 2017 roku firma przeprowadziła ogólnopolską internetową ankietę na temat ogrzewania w polskich gospodarstwach domowych dotyczącą m.in. źródeł ogrzewania, kosztów z nim związanych i temperatury w pomieszczeniach, a w 2017 ogólnopolską ankietę na temat preferencji Polaków dotyczących planowanej lub trwającej już budowy domu.